# 정상원 (1970년)
정상원(SangWon Chung, 1970년 ~ )은 서울대 분자생물학과를 졸업 후, 1994년 삼성SDS를 시작으로, 1996년 넥슨코리아에 입사해 2005년 네오위즈 게임제작본부 본부장 거쳐 2010년 띵소프트를 설립, 현재 띵소프트 대표 및 넥슨코리아 신규개발총괄 부사장을 겸임하고 있다.

## 학력
- 1993년 2월 - 서울대학교 분자생물학과 졸업

## 경력
- 2014년 4월 - (주)넥슨코리아 신규개발총괄 부사장
- 2010년 - 띵소프트 대표이사 (현임)
- 2005년 - (주)네오위즈게임즈 게임제작본부 본부장
- 2001년 - (주)넥슨코리아 대표이사
- 1998년 - 엠플레이 대표이사
- 1996년 - (주)넥슨코리아 입사
- 1994년 - (주)삼성SDS 입사

## 같이 보기
- 김정주 (기업인)
- 오웬 마호니
- 박지원 (기업인)
- 최승우 (기업인)
- 서민 (기업인)